# Novi Banovci
Novi Banovci (cyr. Нови Бановци) – wieś w Serbii, w Wojwodinie, w okręgu sremskim, w gminie Stara Pazova. W 2011 roku liczyła 9443 mieszkańców.